# Xylena curvimacula
Xylena curvimacula är en fjärilsart som beskrevs av Morrison 1874. Xylena curvimacula ingår i släktet Xylena och familjen nattflyn. Inga underarter finns listade i Catalogue of Life.